# 포르투갈 축구 연맹
포르투갈 축구 연맹(포르투갈어: Federação Portuguesa de Futebol; F.P.F.)는 포르투갈의 축구 협회이다. 캄페오나투 나시오날 드 세니오르스, 타사 드 포르투갈, 수페르타사 칸디두 드 올리베이라, 유소년 대회, 여자 대회, 비치사커, 풋살 그리고 또한 남자, 여자 축구 대표팀을 조직했다. 1914년에 창단되었고, 리스본을 본부로 두고 있다. FIFA에는 1923년, UEFA에는 1954년에 가입했다.